# أنطونيو غوس
أنطونيو غوس (بالإنجليزية: Antonio Goss)‏ هو لاعب كرة قدم أمريكية أمريكي، ولد في 11 أغسطس 1966 في راندلمان في الولايات المتحدة.

## وصلات خارجية
- أنطونيو غوس على موقع مرجع كرة القدم المحترفة.كوم (الإنجليزية)